# Timarcha balearica
Timarcha balearica is een keversoort uit de familie bladkevers (Chrysomelidae). De wetenschappelijke naam van de soort werd in 1829 gepubliceerd door Hippolyte Louis Gory.